# Eric McCormack
Eric James McCormack (Toronto, 18 aprile 1963) è un attore canadese naturalizzato statunitense.
È noto per aver interpretato Will Truman nella serie televisiva Will & Grace, il dr. Daniel Pierce in Perception e per il ruolo di Grant MacLaren nella serie Travelers.

## Biografia
Nato a Toronto e cresciuto a Calgary, ha iniziato a recitare nelle recite del liceo e dopo aver frequentato per tre anni la Ryerson University, nel 1985 ha accettato un posto allo Stratford Shakespeare Festival, dove ha trascorso cinque anni esibendosi in numerose produzioni teatrali.
Ha debuttato al cinema nel film d'avventura Il mondo perduto (1992), ma è apparso in diversi prodotti televisivi a partire dal 1986, tra cui Street Justice, Colomba solitaria, Il commissario Scali e Ally McBeal.
Il successo è arrivato nel 1998, con l'interpretazione di Will Truman, protagonista nella serie televisiva Will & Grace. La sua interpretazione gli è valsa sei candidature ai Golden Globe, cinque agli Screen Actors Guild Award, quattro agli Emmy,  e quattro ai Satellite Award, vincendo infine il Primetime Emmy Award per il migliore attore protagonista in una serie commedia e lo Screen Actors Guild Award per il miglior cast in una serie commedia nel 2001.
Oltre ad apparire in televisione, ha partecipato a svariati spettacoli teatrali, debuttando a Broadway nel 2001 in The Music Man. Dopo la conclusione di Will & Grace nel 2006, ha interpretato il ruolo principale nella produzione newyorkese Some Girl(s). Ha recitato nella miniserie televisiva Andromeda (2008) e nel 2009 è stato protagonista della serie TV Trust Me e partecipato al film di fantascienza Alien Trespass. Tra il 2012 e il 2015, è stato il protagonista del poliziesco Perception, dove ha interpretato il ruolo del Dr. Daniel Pierce. L'anno successivo, è stato scritturato nel cast principale della serie televisiva Travelers, prodotta da Netflix e andata in onda per tre stagioni.
Nel 2023 torna sul palcoscenico di Broadway nello spettacolo The Cottage.

## Vita privata
Nel settembre 1997 si è sposato con Janet Holden, conosciuta sul set di Colomba solitaria, dalla quale ha avuto un figlio, Finnigan (2002). La coppia si è separata nel novembre del 2023.

## Filmografia

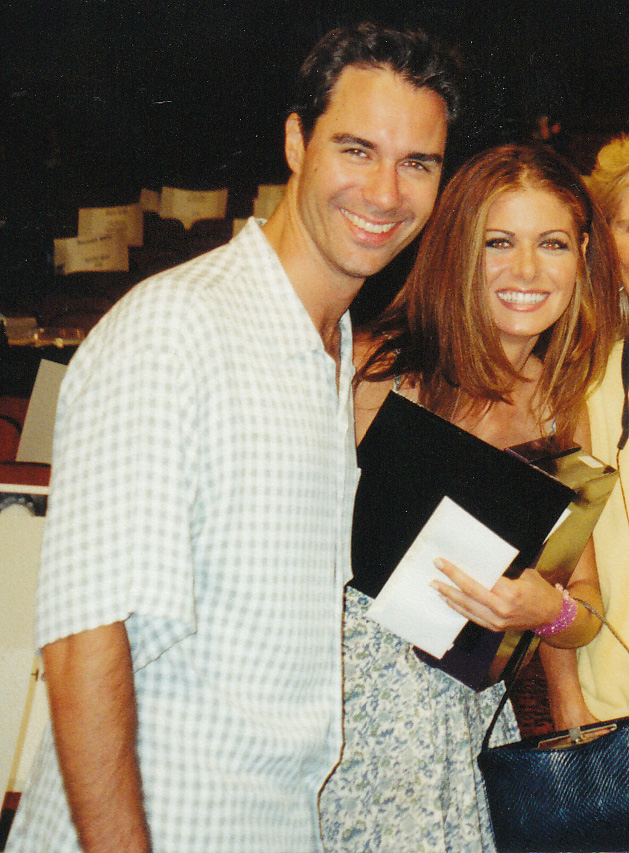
Eric McCormack e Debra Messing agli Emmy Award 1999

### Attore

#### Cinema
- Il mondo perduto (The Lost World), regia di Timothy Bond (1992)
- Ritorno al mondo perduto (Return to the Lost World), regia di Timothy Bond (1992)
- Giant Steps, regia di Richard Rose (1992)
- Free Enterprise, regia di Robert Meyer Burnett (1999)
- Il genio (Holy Man), regia di Stephen Herek (1998)
- Here's to Life!, regia di Arne Olsen (2000)
- Break a Leg, regia di Monika Mitchell (2005)
- The Sisters, regia di Arthur Allan Seidelman (2005)
- Alien Trespass, regia di R.W. Goodwin (2009)
- My One and Only, regia di Richard Loncraine (2009)
- Textuality, regia di Warren P. Sonoda (2011)
- Agoraphobia, regia di Preston Petro - cortrometraggio (2011)
- Volano coltelli (Knife Fight), regia di Bill Guttentag (2012)
- Barricade, regia di Andrew Currie (2012)
- La casa dei sogni (The Architect), regia di Jonathan Parker (2016)
- Considering Love and Other Magic, regia di Dave Schultz (2016)
- Change of Pace, regia di Stephen S. Campanelli (2021)

#### Televisione
- Twelfth Night, regia di Alan Erlich – film TV (1986)
- The Boys from Syracuse, regia di Norman Campbell – film TV (1986)
- Hangin' In – serie TV, 1 episodio (1987)
- Much Ado About Nothing, regia di Peter Moss – film TV (1987)
- Street Legal – serie TV, 2 episodi (1990-1991)
- E.N.G. - Presa diretta (E.N.G.) – serie TV, 2 episodi (1990-1991)
- Poliziotto a 4 zampe (Katts and Dog) – serie TV, 1 episodio (1991)
- The Hat Squad – serie TV, 1 episodio (1992)
- Il richiamo della foresta (Call of the Wild), regia di Michael Toshiyuki Uno – film TV (1992)
- Neon Rider – serie TV, 1 episodio (1992)
- Street Justice – serie TV, 7 episodi (1992-1993)
- Il commissario Scali (The Commish) – serie TV, 2 episodi (1992-1993)
- Medicine pericolose (Relentless: Mind of a Killer), regia di John Patterson – film TV (1993)
- Disperatamente una donna (Family of Strangers), regia di Shaldon Larry – film TV (1993)
- Miracle on Interstate 880, regia di Robert Iscove – film TV (1993)
- Due magiche gemelle (Double, Double, Toil and Trouble), regia di Stuart Margolin – film TV (1993)
- Cobra Investigazioni (Cobra) – serie TV, 1 episodio (1993)
- Due poliziotti a Palm Beach (Silk Stalkings) – serie TV, 1 episodio (1993)
- 2035 - Mutazione immortale (Island City), regia di Jorge Montesi – film TV (1994)
- Un uomo nel mirino (The Man Who Wouldn't Die), regia di Bill Condon – film TV (1994)
- Colomba solitaria (Lonesome Dove) – serie TV, 43 episodi (1994-1996)
- Night Visitors, regia di Jorge Montesi – film TV (1996)
- Highlander – serie TV, 1 episodio (1996)
- Un detective in corsia (Diagnosis Murder) – serie TV, 1 episodio (1996)
- Townies – serie TV, 4 episodi (1996)
- Oltre i limiti (The Outer Limits) – serie TV, 1 episodio (1997)
- Uno sporco ricatto (Exception to the Rule), regia di David Winning – film TV (1997)
- Jenny – serie TV, 1 episodio (1997)
- Forse un angelo (Borrowed Hearts), regia di Ted Kotcheff – film TV (1997)
- L'atelier di Veronica (Veronica's Closet) – serie TV, 1 episodio (1997)
- Ally McBeal – serie TV, 1 episodio (1998)
- Will & Grace – serie TV, 246 episodi (1998-2020)
- Lo specchio del destino (A Will of Their Own) – miniserie TV, 2 puntate (1998)
- The Audrey Hepburn Story, regia di Steven Robman – film TV (2000)
- Will on Will & Grace – documentario (2003)
- Dead Like Me – serie TV, 3 episodi (2004)
- Lovespring International – serie TV, 1 episodio (2006)
- Andromeda (The Andromeda Strain) – miniserie TV, 4 puntate (2008)
- Detective Monk (Monk) – serie TV, episodio 7x07 (2008)
- Trust Me – serie TV, 13 episodi (2009)
- Stuck, regia di Matthew Leutwyler – film TV (2009)
- Law & Order - Unità vittime speciali (Law & Order: Special Victims Unit) – serie TV, episodio 11x02 (2009)
- Best Thing Ever, regia di Marc Buckland – film TV (2009)
- La complicata vita di Christine (The New Adventures of Old Christine) – serie TV, 6 episodi (2009-2010)
- Who Is Clark Rockefeller?, regia di Mikael Salomon – film TV (2010)
- Perception – serie TV, 39 episodi (2012-2015)
- Romeo Killer - Sospetti in famiglia (Romeo Killer: The Chris Porco Story), regia di Norma Bailey – film TV (2013)
- The Mysteries of Laura – serie TV, 1 episodio (2015)
- Full Circle – serie TV, 7 episodi (2015)
- Studio City, regia di Sanaa Hamri – film TV (2015)
- Travelers – serie TV, 34 episodi (2016-2018)
- Il mio angelo di Natale (A Heavenly Christmas), regia di Paul Shapiro – film TV (2016)
- Will & Grace: Musical, regia di Ryan Sage – episodio speciale di Will & Grace (2016)
- Atypical – serie TV, 3 episodi (2019)
- Departure – serie TV, 6 episodi (2022)
- Slasher – serie TV, 8 episodi (2023)
- Elsbeth – serie TV, episodio 2x09 (2025)

### Doppiatore
- Immigrants (L.A. Dolce Vita), regia di Gábor Csupó (2008) - versione in lingua inglese
- Finger Babies, regia di Benjamin Berman - cotrometraggio (2010)
- Pound Puppies - serie TV, 65 episodi (2010-2013)
- American Dad! - serie TV, 1 episodio (2012)
- Robot Chicken - serie TV, 1 episodio (2013)

### Produttore
- Lovespring International - serie TV, 5 episodi (2006) - produttore esecutivo
- Imperfect Union, regia di Michael Fresco - film TV (2007) - produttore esecutivo
- Family Beef - serie TV, 2 episodi (2013)
- Perception - serie TV, 34 episodi (2012-2015)
- Travelers - serie TV, 16 episodi (2016-2018)

### Regista
- Pirates - cortometraggio (2003) - anche sceneggiatore
- Perception - serie TV, 1 episodio (2014)
- Travelers - serie TV, 2 episodi (2017-2018)

## Teatro
- Sogno di una notte di mezza estate di William Shakespeare
- Enrico V di William Shakespeare
- Assassinio nella cattedrale di Thomas Stearns Eliot
- Tre sorelle di Anton Čechov
- The Music Man di Meredith Willson - Neil Simon Theatre (27 aprile 2000-30 dicembre 2001)
- The Play What I Wrote di Hamish McColl, Sean Foley e Eddie Braben - Lyceum Theatre (30 marzo 2003-15 giugno 2003)
- Some Girl(s) di Lucille Lortel Theatre - (2006)
- The Fantasticks di Harvey Schmidt e Tom Jones (2009)
- The Best Man di Gore Vidal - Gerald Schoenfeld Theatre (1º aprile 2012-9 settembre 2012)

## Doppiatori italiani
In italiano, Eric McCormack è stato doppiato da:
- Francesco Prando in Forse un angelo, Will & Grace, Detective Monk, Trust Me, Perception, Romeo Killer - Sospetti in famiglia, The Mysteries of Laura, Travelers, Atypical, Departure
- Niseem Onorato in  Andromeda, My One and Only (ridoppiaggio)
- Maurizio Reti ne Il mondo perduto
- Alberto Caneva in Due magiche gemelle
- Roberto Certomà ne Il genio
- Massimo Giuliani ne Il richiamo della foresta
- Christian Iansante in Un detective in corsia
- Sandro Acerbo in Oltre i limiti
- Guido Ruberto in Ally McBeal
- Massimo De Ambrosis in Dead Like Me
- Sergio Di Stefano in Highlander
- Gaetano Varcasia in Law & Order - Unità vittime speciali
- Gianluca Iacono in The Sisters
- Andrea Lavagnino in Agenzia matrimoniale
- Marcello Cortese in My One and Only
- Francesco Pezzulli ne La casa dei sogni
- Edoardo Nordio ne Il mio angelo di Natale

Come doppiatore, viene sostituito da:
- Federico Zanandrea in Pound Puppies

## Premi e riconoscimenti
- Primetime Emmy Awards
  - 2001 - Migliore attore protagonista in una serie commedia - Will & Grace